# Germán Gullón
Germán Gullón, né le 21 mai 1945 à Santander (Espagne) et mort le 28 juin 2025 à Amsterdam (Pays-Bas), est un essayiste, éditeur et écrivain espagnol. 
Il est l'auteur des nouvelles Adiós, Helena de Troya, Azulete, Querida hija et La codicia de Guillermo de Orange. Il est membre de l'Amsterdam School for Cultural Analysis et l'université d'Amsterdam.

## Biographie
La carrière de Germán Gullón comme professeur d'université débute après l'obtention de sa licence à l'université de Salamanque (1969), où il rédige son mémoire de master avec Fernando Lázaro Carreter et étudie avec Ricardo Senabre et José Luis Pensado. Après avoir obtenu un doctorat à l'université du Texas à Austin (1970-1973), il est nommé professeur adjoint d'espagnol à l'université de Pennsylvanie, où il enseigne de 1973 à 1988. Sous la direction de Russell P. Sebold et grâce à la présence de chercheurs comme Samuel Armistead, Gonzalo Sobejano et Paul M. Lloyd, le département d'espagnol de Penn acquit une renommée aux États-Unis et devint célèbre pour la capacité de ses professeurs à allier recherche philologique et critique théorique.
À l'université Penn, Germán Gullón obtient un prix Lindback pour son enseignement exceptionnel, est nommé professeur de littérature espagnole et travaille pendant plus de quinze ans comme rédacteur en chef adjoint de la Hispanic Review. Il rejoint ensuite l'université de Californie (Davis), où il dirige le département d'espagnol et de lettres classiques et s'est lié d'amitié avec d'éminents hispanistes tels que Samuel Armistead et Antonio Sánchez Romeralo. Il est également professeur invité à l'université de Saint-Jacques-de-Compostelle (théorie littéraire), au Middlebury College (été 1990) et à l'université Carlos III de Madrid (2000-2001).
Germán Gullón reçoit plusieurs distinctions, dont une maîtrise honorifique de l'université de Pennsylvanie, diverses bourses, l'American Philosophical Society et le Guggenheim. Ce dernier lui a permis de passer un an en Espagne pour effectuer des recherches sur ce qui allait devenir l'un de ses ouvrages les plus célèbres, La novela moderna en España. Il est également président de l'Association internationale des galdistes et directeur de l'Institut Cervantes d'Utrecht (1997-1998).
Germán Gullón est également membre du jury du prix Nadal (2000-2016), et du prix Ville de Valladolid. Il est critique pour El Cultural, où il analyse des romans britanniques, des œuvres contemporaines européennes et des textes critiques. Gullón dirige lui-même le portail virtuel de la bibliothèque Cervantès du roman espagnol contemporain (662 000 visites en mai 2007).

## Œuvre

### Nouvelles et romans
- Adiós, Helena de Troya, Barcelone, Destino, 1997
- Azulete, Barcelone, Destino, 2000
- Querida hija, Barcelone, Destino, 1999 ; Planeta D'Agostini, 2001

### Études critiques
- (coéditeur) Teoría de la novela, Madrid, Taurus, 1974.
- (coéditeur) Surrealismo/Surrealismos; Latinoamérica y España, Philadelphie, Université de Pennsylvanie, 1977.
- El narrador en la novela del siglo XIX, Madrid, Taurus, 1976.
- La novela como acto imaginativo, Madrid, Taurus, 1983.
- La novela del XIX: Estudio sobre su evolución formal, Amsterdam, Rodopi, 1990
- La novela moderna en España (1885-1902): Los albores de la modernidad, Madrid, Taurus, 1992.
- La novela en la libertad: Introducción a la lectura cultural de la narrativa', Zaragoza, Tropelías, Université de Saragosse, 1999.
- El jardín interior de la burguesía. La novela moderna en España (1885-1902), Madrid, Biblioteca Nueva, 2003.
- Los mercaderes en el templo de la literatura, Madrid, Caballo de Troya, 2004.
- La modernidad silenciada: La cultura española en torno a 1900, Madrid, Biblioteca Nueva, 2006.
- Una Venus mutilada. La crítica literaria en la España actual, Madrid, Biblioteca Nueva, 2008.
- El sexto sentido. La lectura en la era digital, Vigo, Academia del Hispanismo, 2010.